# Sanoth
Sanoth é uma vila no distrito de North West, no estado indiano de Deli.

## Demografia
Segundo o censo de 2001, Sanoth tinha uma população de 2909 habitantes. Os indivíduos do sexo masculino constituem 53% da população e os do sexo feminino 47%. Sanoth tem uma taxa de literacia de 72%, superior à média nacional de 59,5%: a literacia no sexo masculino é de 79% e no sexo feminino é de 66%. Em Sanoth,15% da população está abaixo dos 6 anos de idade.